# Tritoxa cuneata
Tritoxa cuneata är en tvåvingeart som beskrevs av Friedrich Hermann Loew 1873. Tritoxa cuneata ingår i släktet Tritoxa och familjen fläckflugor. Inga underarter finns listade i Catalogue of Life.